# Irlandzki spaniel dowodny
Irlandzki spaniel dowodny – jedna z ras psów należąca do grupy wyżłów i seterów. Podlega  próbom pracy.

## Rys historyczny
Irlandzki spaniel wodny pochodzi prawdopodobnie od portugalskiego psa wodnego lub pudla, skrzyżowanego z rodzimymi irlandzkimi spanielami, Just McCarthy, który utworzył tę rasę, utrzymywał w sekrecie jej pochodzenie.

## Charakter i usposobienie
Ten spaniel jest wytrzymałym pływakiem i odpowiednio dużym psem, aby aportować z wody ptaki o wielkości gęsi.

## Wygląd
Pies jest najwyższy ze wszystkich spanieli, o oryginalnym umaszczeniu, określanym jako purpurowobrązowe, ma bardzo atrakcyjny wygląd. jego szata, składająca się z pierścieniowatych, ciasno skręconych loczków, jest pokryta warstewką tłuszczu i w związku z tym nie nasiąka wodą. Pierwsze 10 cm ogona jest porośnięte loczkowatą sierścią, a reszta, do samego czubka, pokryta prostym włosem albo bezwłosa. Głowa jest osadzona wysoko, uszy długie i owalne, nos duży w kolorze ciemnej wątroby, szyja mocno wygięta.